# Blouson

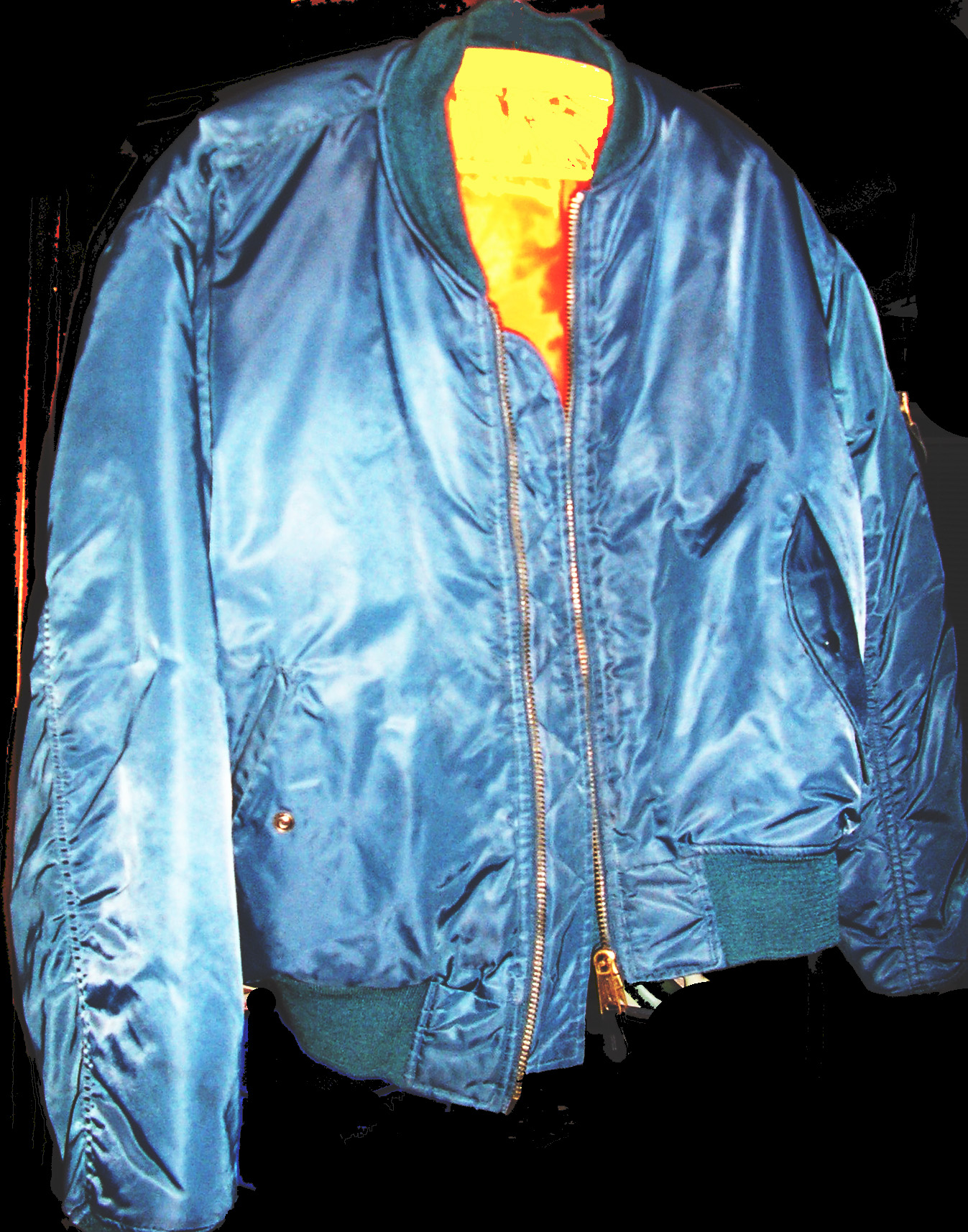
Bombers : blouson sans capuche.

Un blouson est un vêtement qui se porte sur les autres vêtements.
1. Blouse courte (1920) ;
2. Sorte de veste resserrée vers la taille (fonction des modes), fabriquée le plus souvent en tissu imperméable et résistant, en cuir, etc. En 1952 blouson-veste ou chemise-veste à la mode des tailleurs.

## Histoire
Le blouson naît après la Première Guerre mondiale. Le développement de nouveaux moyens de transports (voiture, moto, avion) rend nécessaire la création de vestes adaptées, au-dessus du fessier afin de ne pas être pliées contre le dossier, serrées à la taille pour éviter que l'air ne s'y engouffre. Cela produit un étranglement, qui « blouse » le vêtement, lui donnant son nom. Des modèles sont réalisés pour l'armée, portés notamment par le général américain Dwight D. Eisenhower. En 1920, l'émigrant russe Irving Schott crée pour les motards le Perfecto, doté d'une fermeture croisée ne laissant pas passer le vent, tandis que la mode s'empare du blouson : baptisé dans les années 1960 en référence à une série télévisée, le blouson Harrington, en coton léger et avec une doublure en tartan, séduit des personnalités comme Elvis Presley ou James Dean.

## Description
Il s'ouvre sur le devant, généralement avec une fermeture à glissière. Il comporte souvent des manches longues.
Il couvre les épaules et le dos et ne descend guère plus bas que la taille où il est souvent maintenu avec une ceinture élastique.
Il se différencie du manteau ou de la parka car il est plus court. Il se différencie de la veste par sa coupe cintrée à la taille et son allure décontractée.
Certains blousons en matières spécifiques sont considérés comme emblématiques de la culture rock et de la culture motarde, c'est le cas du blouson en jeans ou du blouson en cuir.

## Styles de blouson
- Le blouson de ski ou anorak, blouson épais et destiné à la lutte contre le froid (voir aussi parka et vêtement de ski)
- Le Perfecto, blouson de couleur noire (popularisé par Yves Saint Laurent) que portaient certains groupes de jeunes à la fin des années 1950 et au début des années 1960 appelés les blouson noir.
- Le blouson d'aviateur dont le bomber
- Le blouson en cuir
- Le Harrington
- Le teddy (aussi appelé varsity jacket ou Letterman Jacket), généralement en laine bouillie avec des manches en cuir contrastantes. Il est issu des universités américaines, porté par les étudiants ayant réussi un examen ou un match de sport. À l'origine, le chiffre ou la lettre qui y étaient brodés indiquaient le classement ou la note obtenue. Il se démocratise ensuite, porté par exemple par Michael Jackson dans le clip de Thriller et opère un retour dans les années 2000, porté par la vague « preppy »[2].
- Souvenir jacket ou sukajan, un blouson, mélange de teddy, de broderies, de soie et d'influences à la fois américaines et japonaises.